# كبلر-90i
كيبلر 90 آي (بالإنجليزية: Kepler-90i)‏ هو كوكب خارج المجموعة الشمسية، في كوكبة التنين، يتبع Kepler-90.

## الاكتشاف
اكتشف في 2017.